# 威默林莊園

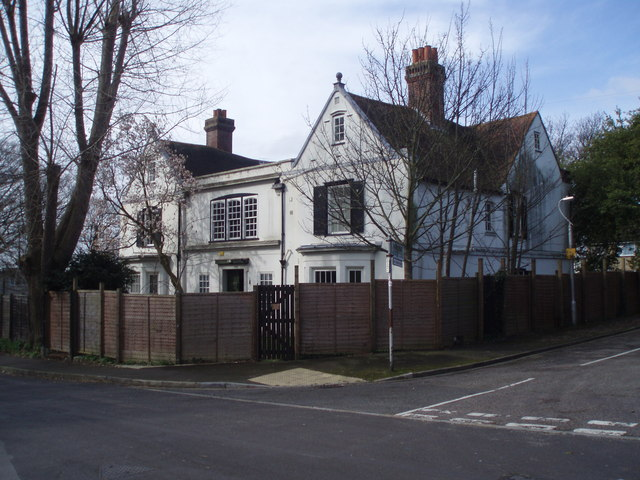
威默林庄园外观

威默林莊園（英語：Wymering Manor），位於英國英格蘭東南部漢普郡的樸次茅斯市（Portsmouth）的一座古老建築，早於1086年的《末日書》(Doomsday Book ) 已提到過它，17世紀曾經作修道院，1960年至2006年改為青年旅館，現被當地列為二級保護建築，相傳發生諸多超自然現象，例如室內溫度下降、傳出小孩笑聲、有人稱之「英國最猛鬼屋」。